# Glycera alba
Glycera alba  (лат.) — вид морских многощетинковых червей из отряда Phyllodocida.

## Строение
Длина тела до 75 мм, включает до 150 сегментов. Встречаются на глубинах от 10 до 300 м в Северной Атлантике. Имеют длинный простомий. Нотосеты простые. Параподии двуветвистые. Тело длинное с многочисленными сегментами, простомий конической формы. 2 пары коротких антенн. Хищники, охотятся на мелких беспозвоночных
, прежде всего, на других полихет и ракообразных, особенно амфипод.

## Иллюстрации

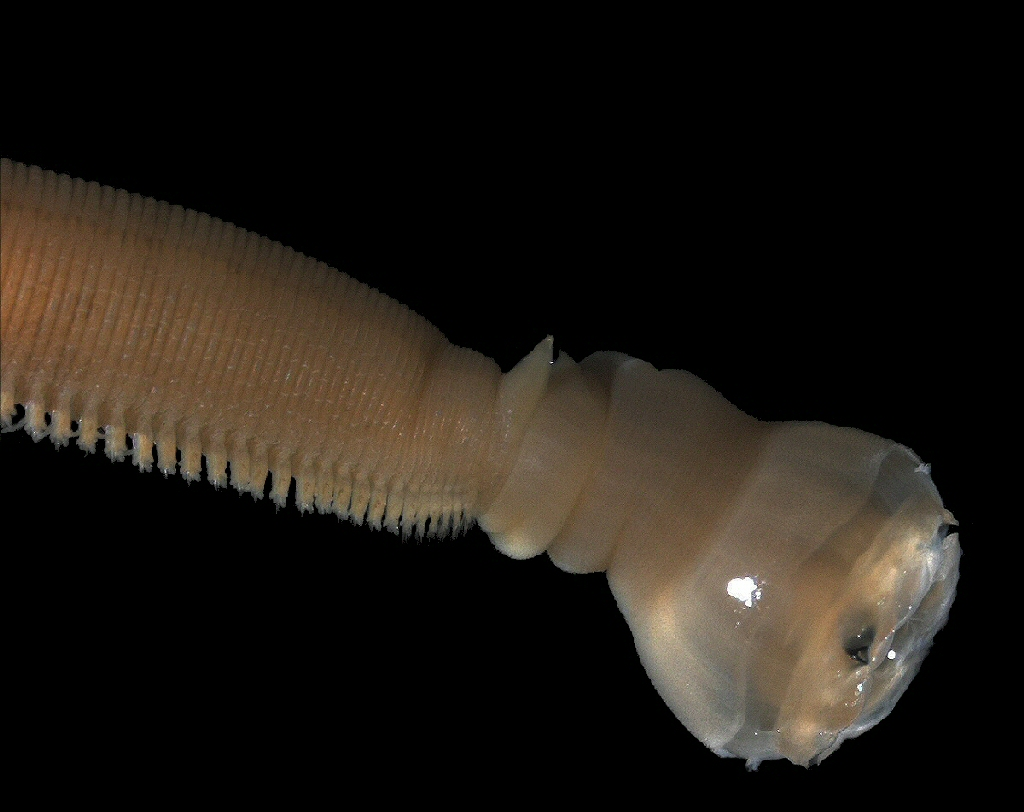
Glycera alba
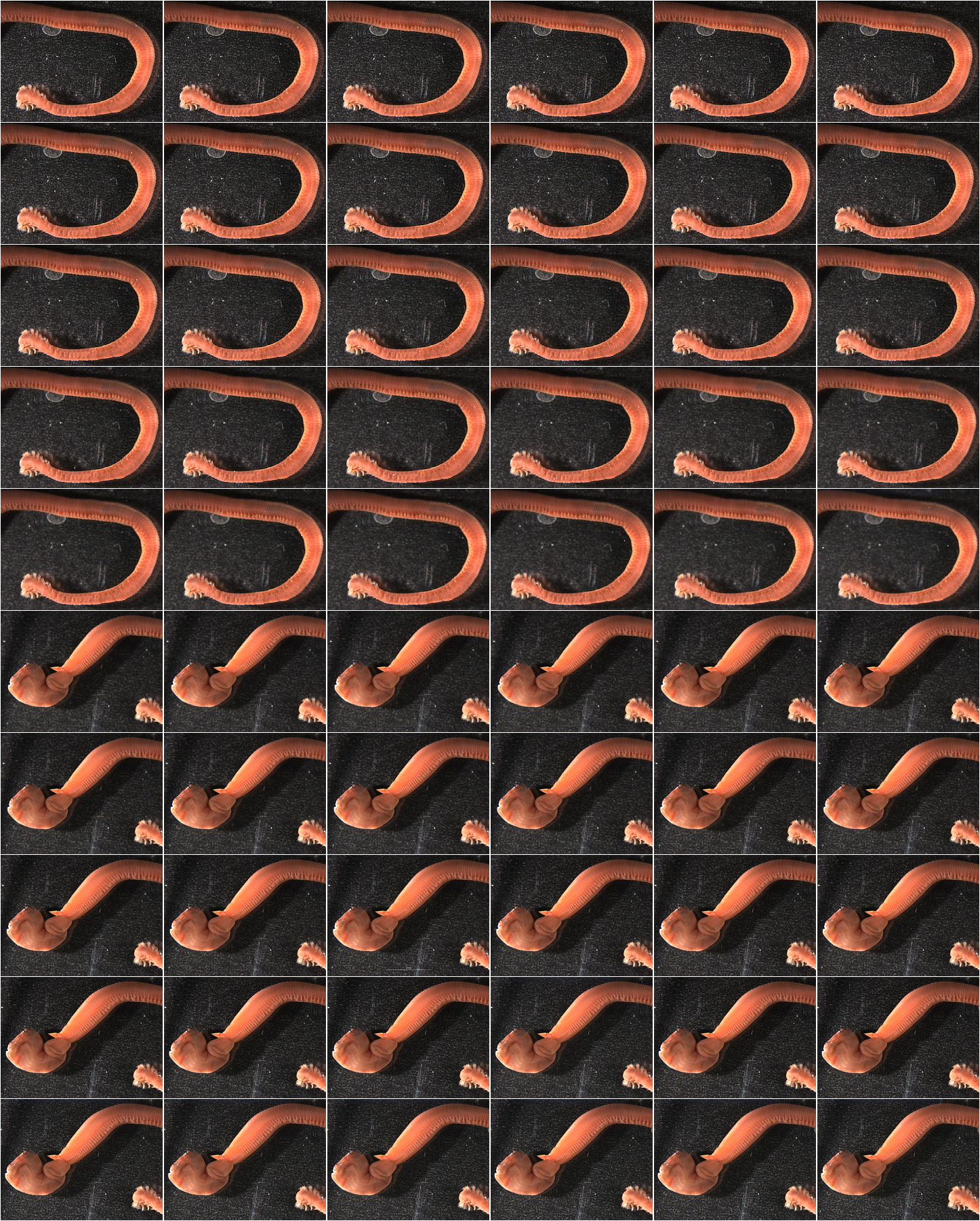
Glycera alba